# Брахистохрона
У математици, криве брахистохроне (из античког грчког βράχιστος χρόνος, што значи "најкраће време"), су криве које представаљају кретање тачке почевши из стања мировања до жељене тачке за најкраће време, ако занемаримо трење и отпор ваздуха. Проблем брахистохроне је један од најстаријих проблема у варијациоској математици.

## Значај стрме равни
Кроз историју се много познатих научника бавило изучавањем стрме равни. Она заправо представља једноставну али врло корисну физичку машину. У разним симулацијама стрма раван је важна зато што се њоме описује клизање, под утицајем гравитације, по разним кривама. Наиме, у рачунарству се криве углавном апроксимирају полигонским линијама, које заправо представљају низ стрмих равни.
Са слике „Кретање низ стрму раван“ можемо видети да на тело које се клиза по стрмој равни делује више од једне силе. Наиме, на тело делује гравитациона сила {\displaystyle G=mg} која се разлаже као {\displaystyle G=F_{p}+F_{n}}, где је {\displaystyle F_{n}=mg\cos \theta } компонента нормална на стрму раван, а {\displaystyle F_{p}=mg\sin \theta } компонента паралелна стрмој равни. {\displaystyle \theta } представљаа нагиб стрме равни и {\displaystyle \theta \in (0,{\frac {\pi }{2}})}. Битно је нагласити да је кретање тела равномерно убрзано.
Силе {\displaystyle f} и {\displaystyle N} ћемо занемарити јер ћемо посматрати кретање тела не узимајући у обзир силе трења подлоге и отпора средине.

## Време потребно да тело пређе пут од тачке "А" до "Б"
Разматраћемо случај када је клизање тела по стрмој равни без трења. Посматраћемо тачке
{\displaystyle A(0,4)} , {\displaystyle B(1,1)} , {\displaystyle C(4,0)}.
Овим примером ћемо показати да је телу потребно више времена да се спусти низ стрму раван {\displaystyle AB}, него истом телу да се спусти низ „изломљену стрму раван“ {\displaystyle ABC}. Узети да је гравитациона константа {\displaystyle g=10{\frac {m}{s^{2}}}}, а убрзање рачунамо по формули {\displaystyle a=g\cdot \sin a=const}. Приметимо да је нагиб {\displaystyle AC} једнак {\displaystyle \phi \;={\frac {\pi }{4}}}, односно {\displaystyle \sin \phi \ ={\frac {\sqrt {2}}{2}}} .
Нагиб стрме равни{\displaystyle AB} је одређен са {\displaystyle \sin \phi _{1}\ ={\frac {3}{\sqrt {10}}}}, а стрме равни {\displaystyle BC} са {\displaystyle \sin \phi _{2}\ ={\frac {3}{\sqrt {10}}}} .
Брзина у тачки {\displaystyle C} биће једнака у оба случаја
{\displaystyle v_{c}={\sqrt {2g(h_{a}-h_{c})}}={\frac {2}{\sqrt {20}}}}.
Где су {\displaystyle h_{a}} и {\displaystyle h_{c}} висине тачака {\displaystyle A} и {\displaystyle C}.
За стрму раван {\displaystyle AC} убрзање је {\displaystyle a={\frac {5}{\sqrt {2}}}}, па је потребно време {\displaystyle t_{ac}={\frac {v_{c}}{a}}={\frac {2{\sqrt {10}}}{5}}s}.
Убрзање за стрму раван {\displaystyle AB} је {\displaystyle a_{1}={\frac {30}{\sqrt {10}}}=3{\sqrt {10}}}, брзина у тачки {\displaystyle B} је {\displaystyle v_{b}={\sqrt {2g(h_{a}-h_{b})}}=2{\sqrt {15}}}, па је потребно време {\displaystyle t_{ab}={\frac {\sqrt {6}}{3}}s}.
Коначно кретање низ стрму раван {\displaystyle BC} је кретање са почетном брзином {\displaystyle v_{b}=2{\sqrt {15}}} и убрзањем {\displaystyle a_{2}={\sqrt {10}}}. Коначна брзина {\displaystyle v_{c}} у тачки {\displaystyle C} се достиже за {\displaystyle t_{bc}} секунди, где на основу формуле {\displaystyle v=v_{0}+at}, важи:
{\displaystyle 2{\sqrt {20}}=v_{c}=v_{b}+a_{2}t_{bc}=2{\sqrt {15}}+{\sqrt {10}}t_{bc}}.

Одатле се добија време кретања {\displaystyle t_{bc}=(2{\sqrt {2}}-{\sqrt {6}})s}, од тачке {\displaystyle B} до тачке {\displaystyle C}. На основу израчунатог можемо проверити да је
{\displaystyle t_{ac}} ≈ {\displaystyle 1.265>1.195} ≈ {\displaystyle (t_{ab}+t_{bc})}.

У примеру је доказано да ће тело за краће време стићи од тачке A до тачке Ц уколко се спушта низ „изломљену стрму раван“, него да се спуштало низ стрму раван АЦ.

### Бернулијев проблем
Јохан Бернули је 1696. поставио проблем брахистохроне. За произвољне задане тачке А и Б у вертикалној равни, потребно је одредити једначину криве по којој би се кретала материјална тачка под дејством гравитационе силе, тако да то растојање пређе за најкраће могуће време. Та крива је управо циклоида, а проблем је представљао зачетак варијациског рачуна.